# Schwarzruthenien

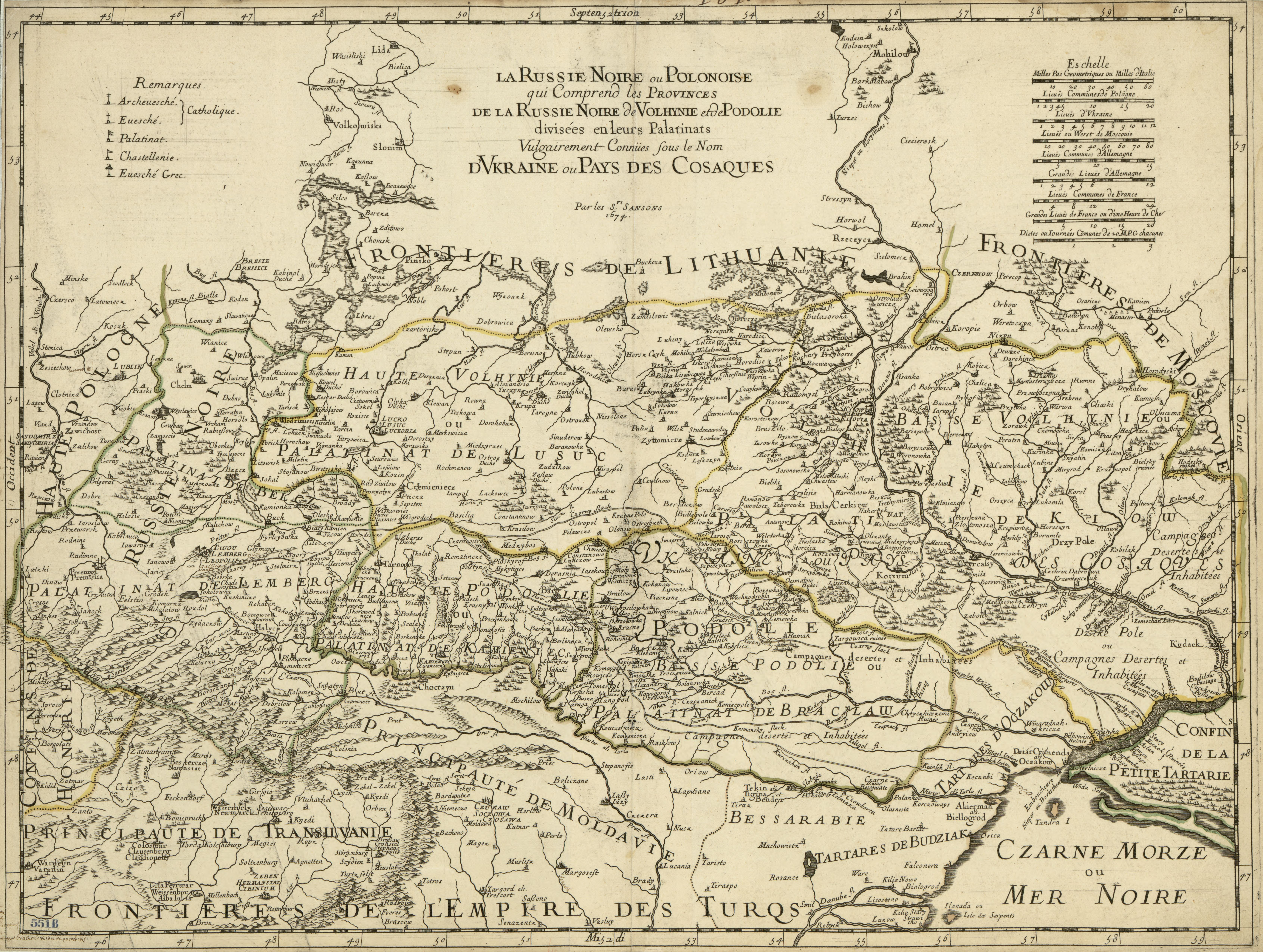
„Schwarzes oder polnisches Ruthenien – umfasst die schwarzruthenischen Provinzen Wolhynien und Podolien, aufgeteilt in ihre Provinzen – allgemein bekannt als Ukraine oder Kosakenland“, Guillaume Sanson, 1674

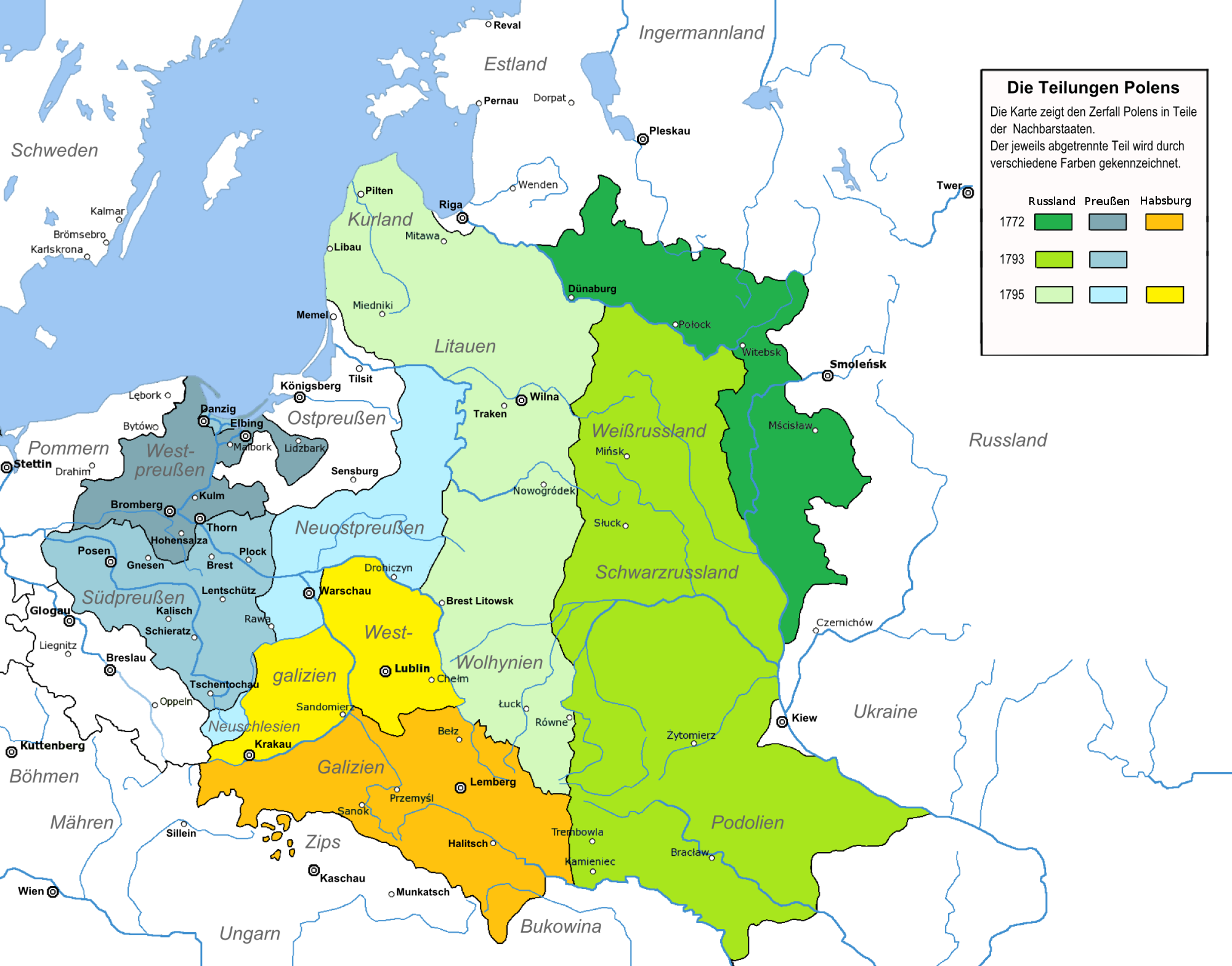
Schwarzrussland in einer Karte Polens mit Grenzen von 1771 und die Teilungen der I. Republik in den Jahren 1772, 1793 und 1795

Schwarzruthenien (auch Schwarzreußen, Schwarze Rus oder Schwarzrussland) ist die deutsche Bezeichnung einer historischen Landschaft im Südwesten des heutigen Belarus. Der Name war für das betreffende Gebiet etwa vom 13. bis ins 19. Jahrhundert im allgemeinen Gebrauch, heute ist seine Verwendung dagegen unüblich.

## Abgrenzung und Geographie
Zur Zeit der ersten Namensnennungen im Hochmittelalter war die genaue Ausdehnung zunächst wenig festgelegt.
Ab dem 14. Jahrhundert galten als Grenzen Schwarzrutheniens der Oberlauf der Memel im Norden, der Pzitsch (Ptitsch) im Osten, die Prypjatsümpfe im Süden und das waldreiche Quellgebiet der Narew (östlich von Białystok).
Das Gebiet wird im Wesentlichen vom westlichen Teil des Belarussischen Landrückens bedeckt, der im Norden zur Niederung der Memel und im Süden zum Tiefland von Polesien abfällt.
Wichtige Städte: Zentral gelegen und größte Stadt auf dem Gebiet des alten Schwarzruthenien ist Baranawitschy, das aber vor dem Ende des 19. Jahrhunderts völlig unbedeutend war. Schon im Mittelalter bedeutsam waren Nawahrudak, Waukawysk, Slonim, Sluzk, Njaswisch.

## Der Name
Der Name „Schwarzruthenien“ ist abgeleitet vom polnischen Namen Ruś Czarna (belarussisch: Чорная Русь Tschornaja Rus, lateinisch: Ruthenia Nigra). Die alternative Latinisierung Russia Nigra führte zu den im Deutschen ebenfalls gebräuchlichen Formen Schwarzreußen und Schwarzrussland. Die Übersetzung „Schwarze Rus“ käme dem Slawischen am nächsten, wurde aber in der Vergangenheit (bis heute) kaum benutzt.

## Geschichte
Im Hochmittelalter taucht der Name erstmals auf, seine Bedeutung ist umstritten.
Anfang des 13. Jahrhunderts gehörte Schwarzruthenien überwiegend zu den Fürstentümern Polazk und Turow-Pinsk. Um 1220/40 eroberte der litauische Fürst Mindaugas das Land und konnte es gegen Angriffe Daniel Romanowitschs von Galizien behaupten. Spätestens ab 1300 galt Schwarzruthenien für ein halbes Jahrtausend als fester Bestandteil des Großfürstentums Litauen.
Im 14. Jahrhundert wurde die Woiwodschaft Nowogródek (belaruss. Nawahrudak, mit der gleichnamigen Hauptstadt) in den oben angeführten Grenzen gebildet, häufig auch „Woiwodschaft Schwarzruthenien“ genannt. Damit war die Landschaft räumlich klar umrissen. Sitz des Landtages war Slonim.
Im Zuge der Teilungen Polen-Litauens kam 1793 der Osten Schwarzrutheniens um Sluzk an das Russische Reich und gehörte fortan zum Gouvernement Minsk, das Restgebiet folgte 1795 und wurde dem Gouvernement Grodno zugeteilt. Diese Einteilung sollte 130 Jahre lang Bestand haben.
Da die Landschaft Schwarzruthenien nun ohne verwaltungsmäßige Grundlage war, wurde die Verwendung des Namens im 19. Jahrhundert immer weniger gebräuchlich und schließlich im 20. Jahrhundert (außer in historischen Abhandlungen) ganz unüblich.
1921 kam der Hauptteil der schwarzruthenischen Gebiete an das wiedererstandene Polen, der Osten um Sluzk an die Weißrussische Sozialistische Sowjetrepublik als Teil der Sowjetunion. 1939, endgültig 1945, wurde auch der Westen dazugeschlagen.
Im Rahmen des seit 1991 unabhängigen Belarus verteilen sich die schwarzruthenischen Gebiete auf die drei Woblasze Hrodna, Brest und Minsk.